# Cửa hàng đồ cũ
Cửa hàng đồ cũ là cửa hàng bán các hàng hóa cũ. 

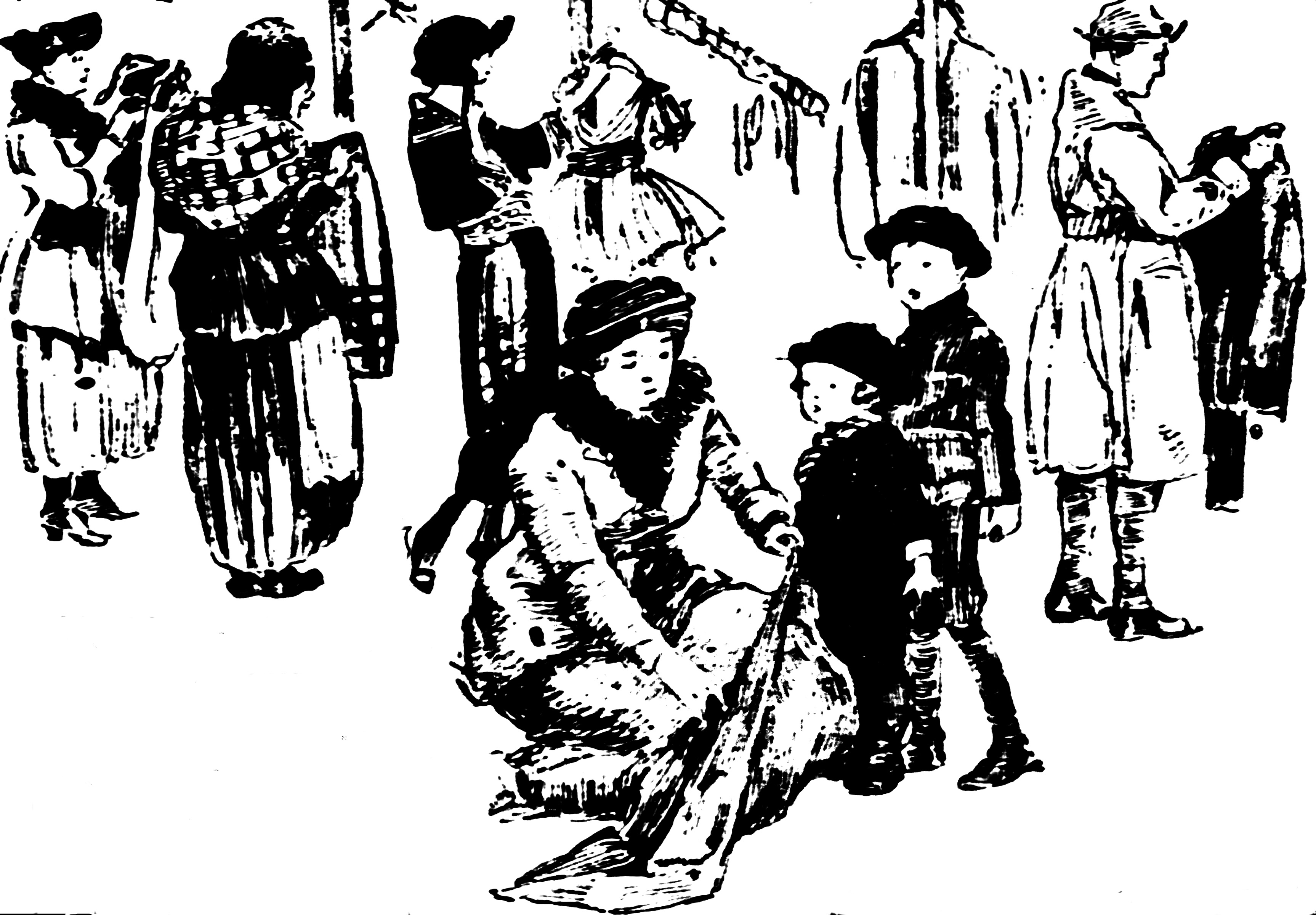
Bản phác thảo của phóng viên-họa sĩ Marguerite Martyn của những người ở St. Louis, Missouri, cửa hàng đồ cũ vào năm 1920

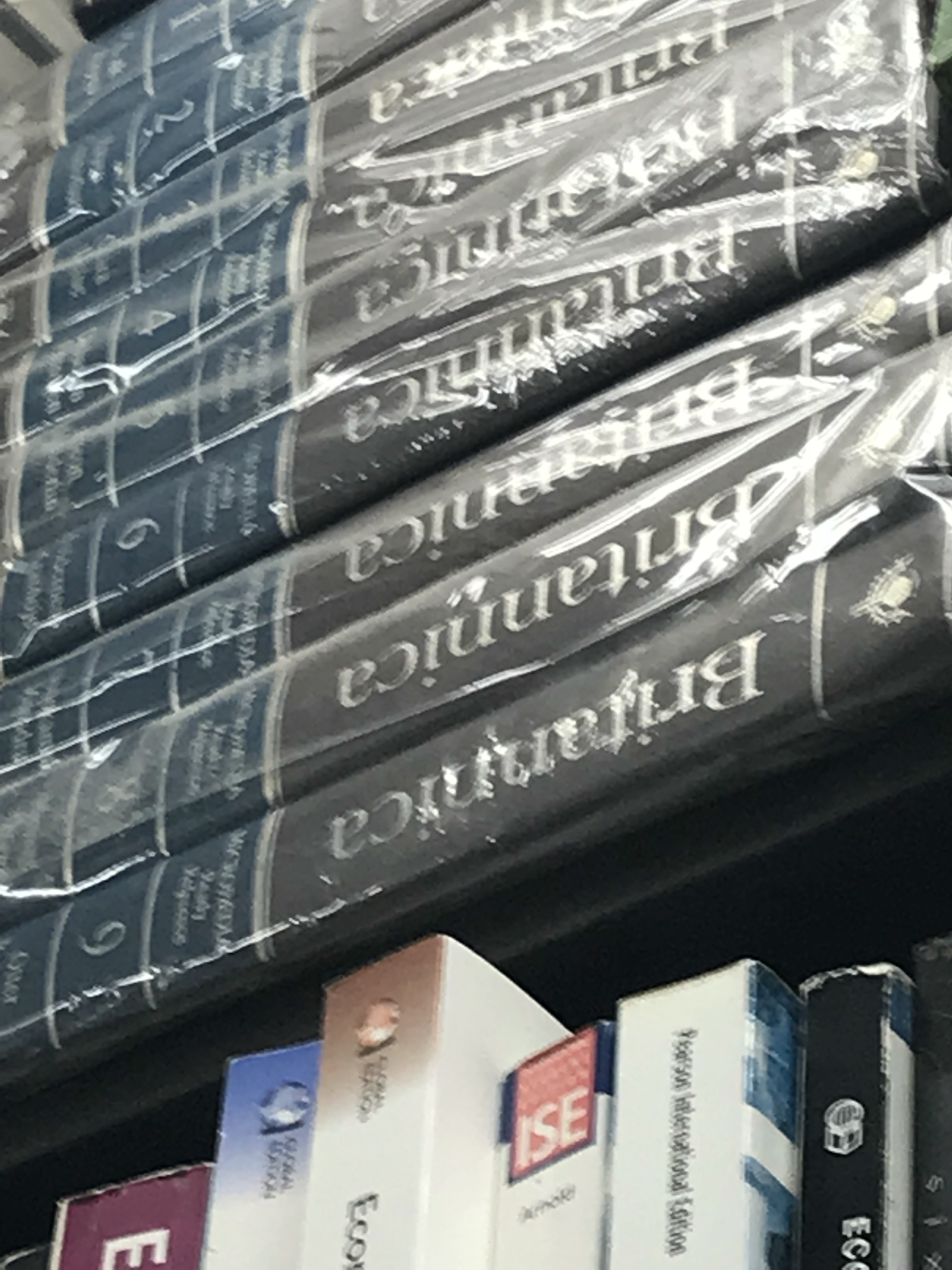
Sách bách khoa toàn thư Britannica đã qua sử dụng trong một cửa hàng sách cũ ở Bugis, Singapore

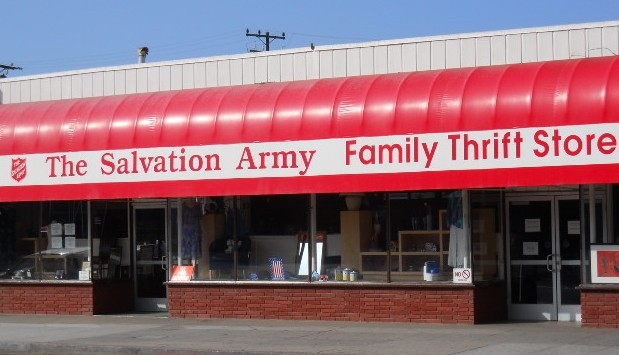
The Salvation Army Thrift Store ở Santa Monica, California

## Địa điểm tạm thời
Mọi người sẽ bán hàng hóa đã qua sử dụng ngay trước cửa nhà của họ trong cái gọi là "garage sale". Các sản phẩm sẽ được đặt ở phía trước của nhà để xe.
Ở Anh, mọi người mua và bán tại một buổi bán hàng trên xe. Người bán sẽ lái xe của họ đến một cánh đồng rộng lớn, đầy những sản phẩm đã qua sử dụng và mới và bán.

## Doanh nghiệp hiện tại
- Goodwill Industries - Điều hành các cửa hàng thiện chí trên khắp Bắc Mỹ cũng như 16 quốc gia khác.
- The Salvation Army - nhà điều hành cửa hàng tiết kiệm có gốc Cơ đốc giáo chuyên bán các mặt hàng đồ cũ.
- Hiệu sách Oxfam - hiệu sách cũ ở Anh
- Value Village - cửa hàng đồ cũ ở Mỹ

## Trang web hỗ trợ bán lại hàng cũ
- eBay - Trang web cho phép mọi người hoặc nhà bán lẻ bán sản phẩm mới hoặc đã qua sử dụng
- Craigslist - Trang web cho phép mọi người hoặc nhà bán lẻ bán hoặc cho đi hàng hóa và dịch vụ, chủ yếu nhắm mục tiêu đến cộng đồng địa phương.
- Thredup - Trang web mua sắm đồ cũ.